# 洪福寺松原商店街

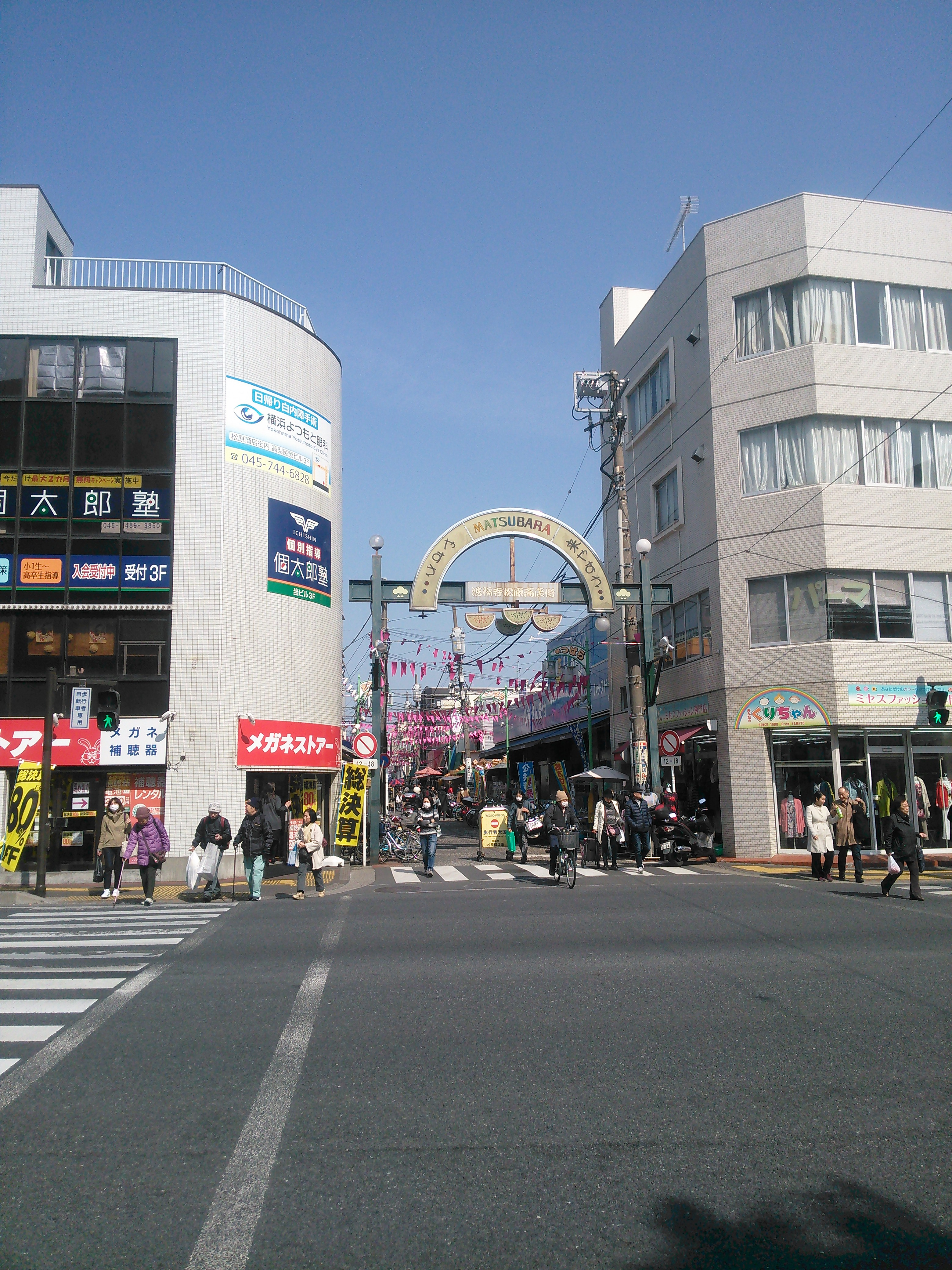
国道16号側のゲート。「安さ、来やすさ」がテーマ。

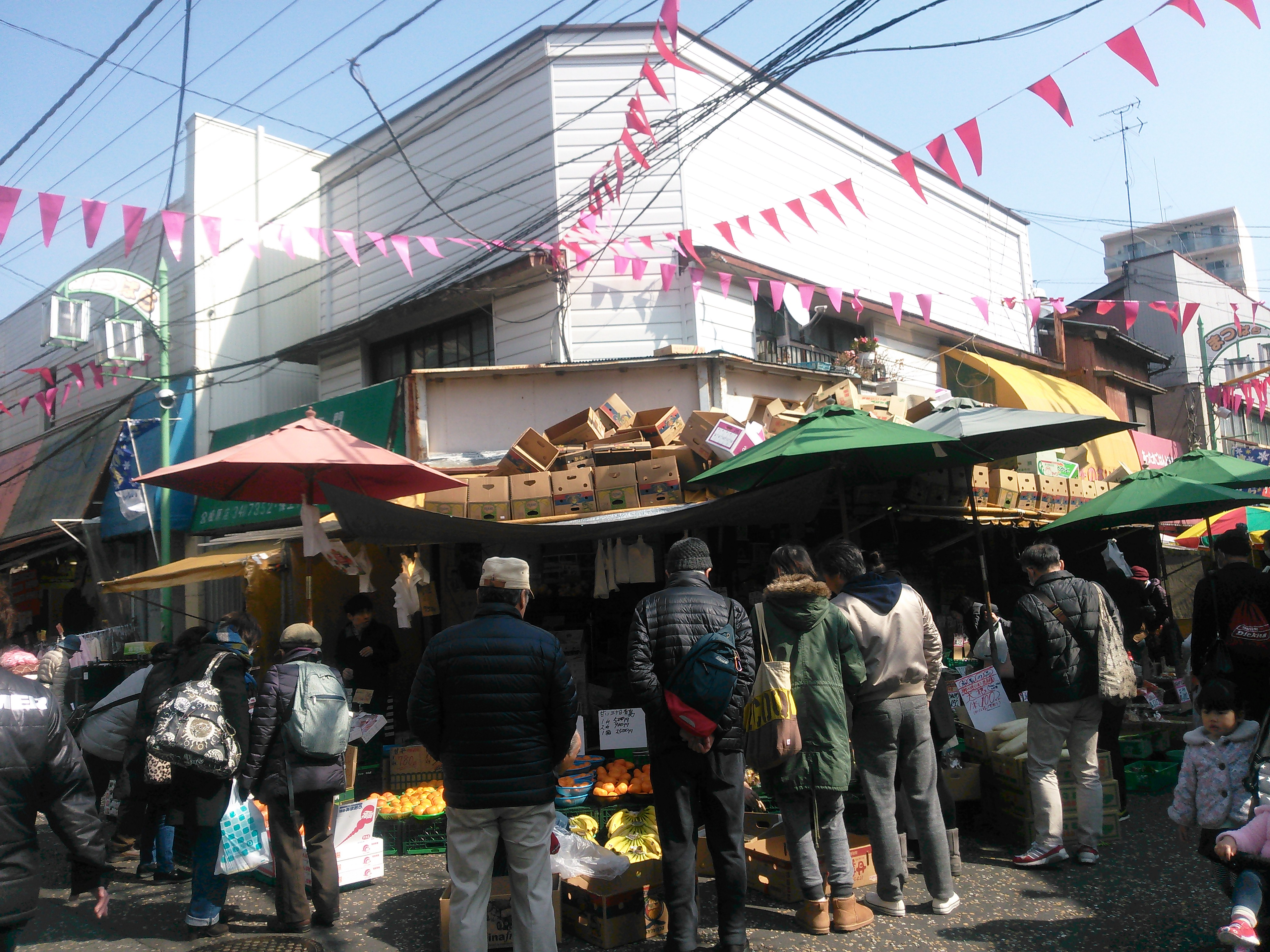
「段ボールを畳む暇もスペースもない」と、日除けの上に空き箱を積む青果店。あとでトラックを横付けして、一気に下ろすのだと言う。

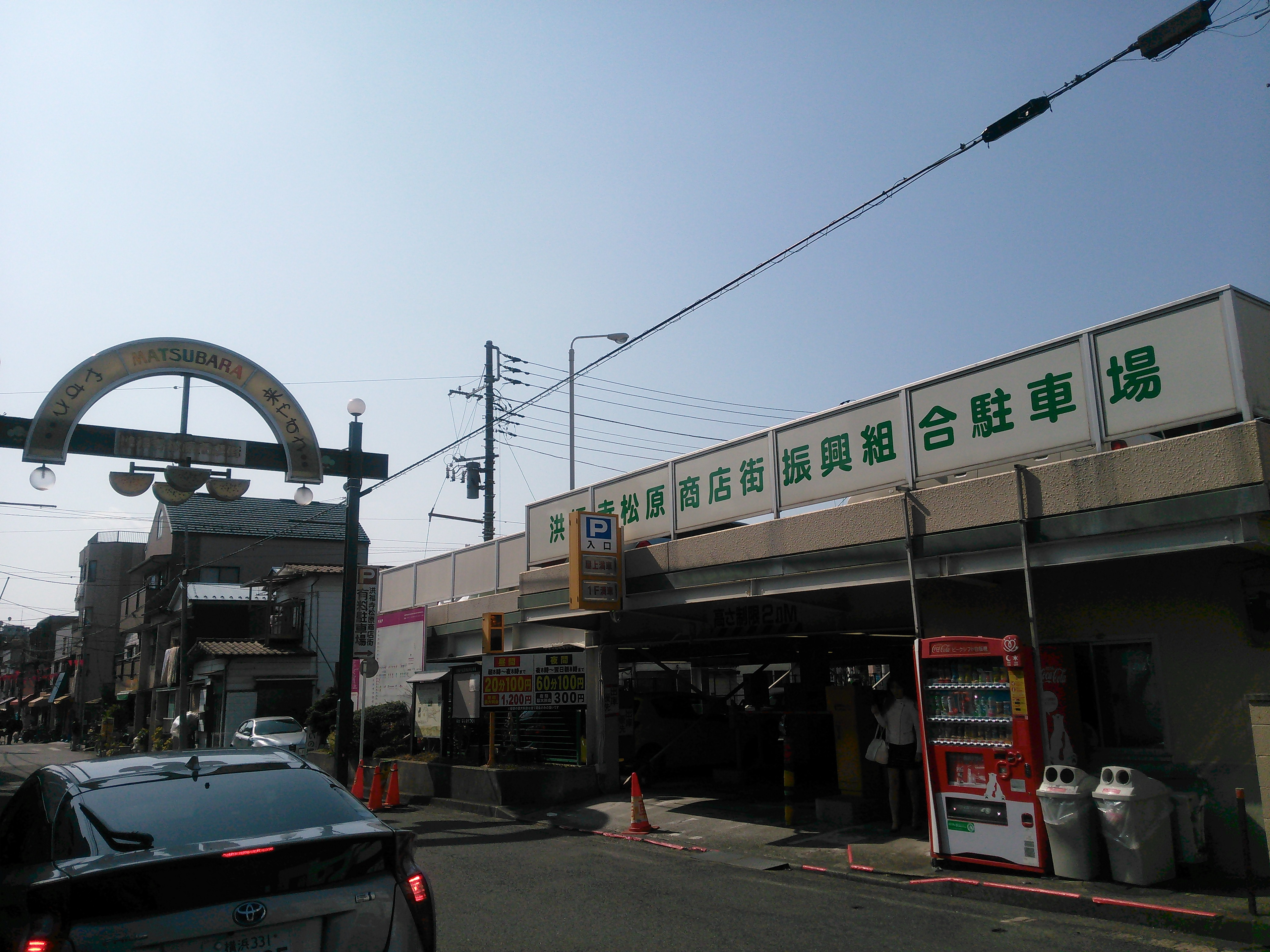
立体駐車場

洪福寺松原商店街（こうふくじまつばらしょうてんがい）は、神奈川県横浜市保土ケ谷区と西区にまたがる商店街である。

## 概要
天王町駅（相鉄）より徒歩6分、横浜駅西口と保土ケ谷区・旭区各地などを結ぶ路線バスでは洪福寺下車。環状1号の西側に並行する旧東海道と、国道16号の北側に並行する道沿いを中心に商店街が形成され、200m四方に食料品や衣料品の個人商店など98店舗が並ぶ。毎日、正午から夕方6時まではメインストリートが歩行者天国となる。「ハマのアメ横」とも、横浜橋通商店街・六角橋商店街と並ぶ「横浜の三大商店街」とも言われ、地元だけでなく近隣に広い商圏を持つ。平均の人出は平日約2万人、休日2万5千人。年末には県外からバスツアーが来ることもあり、10万人にも及ぶ。「激安商店街」として情報番組等で取り上げられることもある。

## 歴史
現在の洪福寺松原商店街がある保土ケ谷区宮田町、西区浅間町一帯は第二次世界大戦で空襲の被害に遭い、戦後はGHQに接収された。接収は徐々に解除され、1950年（昭和30年）ごろには商店が建ち始めた。第一号は萩原醤油店と言われている。1952年には「松原安売り商店会」が結成され、1956年からは歩行者天国が実施されている。松原安売り商店会の南側にある洪福寺周辺も赤線地帯があったことにより栄え、「洪福寺商栄会」が組織された。1960年、松原安売り商店会と洪福寺商栄会が合併し、「洪福寺松原商店街」となる。1969年に横浜市電が廃止になると、旧洪福寺商栄会の部分は衰退し、現在営業しているのは旧松原安売り商店会に相当する部分である。1977年に、近隣にニチイ（現 イオン天王町店）ができると、駐車場の整備や街路灯の設置で商店街の利便性を図った。2010年には、横浜国立大学と共同で商店街の課題を探るワークショップが実施された。